# Botmeur
Botmeur (bret. Boneur) – miejscowość i gmina we Francji, w regionie Bretania, w departamencie Finistère.
Według danych na rok 1990 gminę zamieszkiwało 191 osób, a gęstość zaludnienia wynosiła 14 osób/km² (wśród 1269 gmin Bretanii Botmeur plasuje się na 998. miejscu pod względem liczby ludności, natomiast pod względem powierzchni na miejscu 714.).